# Дубровский (опера)
«Дубро́вский» — опера русского композитора Э. Ф. Направника в четырёх действиях по либретто М. И. Чайковского, написанному по роману А. С. Пушкина. Премьера оперы состоялась 3 января 1895 года в Санкт-Петербурге на сцене Мариинского театра.

## Сюжет

### 1 действие
Действие разворачивается в начале XIX века. В Кистенёвку, усадьбу Дубровских, возвращается Владимир. Его больной отец рассказывает о людской несправедливости: старика Дубровского оскорбил дворовый генерала Троекурова — его бывшего приятеля. На просьбу наказать крепостного генерал ответил дерзкой насмешкой. Кроме того, Троекуров всеми силами пытается отнять дом Дубровских. Владимир даёт клятву ответить обидчику. В это время приезжает Троекуров с вестью о том, что усадьба больше Дубровским не принадлежит. Но между тем, генерал извиняется и предлагает перемирие. Гордость не позволяет старику простить Троекурова, и он прогоняет его прочь. Через некоторое время Дубровский умирает. Крестьяне, вернувшиеся с похорон барина, наблюдают ужасающую картину: в усадьбе веселятся приехавшие приказные и заседатель. Владимир отговаривает крестьян от мести, но вскоре сам решается на расправу. Он принимает тяжёлое решение: сжечь родительский дом.

### 2 действие

Лазарев В.И. в образе Дубровского. 1910-е гг.

Лесная поляна. Маша, дочь Троекурова, собирает грибы. Девушка искренне сочувствует Дубровскому и не считает его преступником. Она клянётся в том, что всеми силами постаралась бы вернуть Владимира к обычной жизни. Дубровский уже было намеревался украсть Машу с целью мести, но теперь уверенно отказывается от своего намерения. Друзья Владимира — разбойники, приводят схваченного француза Дефоржа. Он рассказывает о том, что Троекуров пригласил его к себя в качестве учителя. Осенённый Владимир предлагает французу за большую сумму денег отдать документы и вернуться на родину. Дефорж соглашается, и Владимир сразу же отправляется в имение Троекуровых.

### 3 действие
Дубровский занимается с Машей музыкой. Внезапно появляется князь Верейский. Троекуров сообщает ему о геройском поступке учителя: Дефорж, попав в клетку к медведю, одним выстрелом из револьвера убил зверя. Маша поражена. Отец сообщает дочери о предложении князя выйти за него замуж. Девушка просит отказать Верейскому, но её отец непреклонен. Вдруг в комнату залетает камень с запиской о том, что Дефорж постарается помочь девушке. Маша испытывает глубокое чувство к своему учителю.

### 4 действие
В парке отмечают помолвку Маши и князя. Появляется исправник с вестью о том, что разбойник Дубровский скрывается где-то поблизости. Но это не страшит хозяина имения. Вдруг исправник высказывает мысль, что под маской француза скрывается Владимир, и решает разоблачить разбойника. Дубровский, узнав об этом, прощается с Машей и раскрывает все тайны. Девушка также признаётся Владимиру в любви. Раздавшийся свист прерывает свидание. Дубровский пытается бежать, но его смертельно ранят. Девушка в отчаянии приближается к возлюбленному.

## Действующие лица
- Андрей Дубровский (бас)
- Владимир, его сын (тенор)

Либретто Чайковского

- Кирилл Петрович Троекуров (баритон)
- Маша, его дочь (сопрано)
- Князь Верейский (бас)
- Исправник (баритон)
- Заседатель (бас)
- Дефорж, француз (тенор)
- Шабашкин, приказный (тенор)
- Егоровна, няня (меццо-сопрано)
- Дворовые Дубровских: Архип (бас), Гришка (тенор), Антон (баритон)
- Таня, горничная Маши Троекуровой (сопрано)
- 1-я дама (сопрано), 2-я дама (контральто)
- Крепостные Дубровских и Троекурова, гости, приказные, разбойники.

## История создания
Опера «Дубровский» была завершена в 1894 году. Вскоре после премьеры она была поставлена во многих городах России и за рубежом.
Опера создана по одноимённому роману Пушкина, и либретто Чайковского практически полностью повторяет его сюжет. Имеется лишь несколько отличий. К примеру, Владимир знакомится с французом в лесу, а не в гостинице. Значительно изменён финал либретто, отличается и характеристика отдельных персонажей.

## Аудиозаписи
Е. В. Иванов (Андрей Дубровский), И. С. Козловский (Владимир Дубровский), А. П. Иванов (Троекуров), В. В. Тютюнник (Верейский), И. Г. Сипаев (Архип), Н. Д. Хапов (Антон). Ф. М. Годовкин (Гриша), В. А. Малышев (Заседатель), В. И. Якушенко (Шабашкин), Ю. М. Филин (Дефорж), Л. С. Маслов (Исправник), Н. С. Чубенко (Маша), Н. И. Покровская (Таня), Е. М. Вербицкая (Егоровна), Т. А. Парфёненко,  Е. И. Грибова (Дамы). Хор и оркестр Большого театра СССР. Дирижер – В. В. Небольсин. Запись 1949 г.

Г. Дударев (Андрей Дубровский), С. Лемешев (Владимир, его сын), А. Иванов (Троекуров), В. Кудрявцева (Маша, его дочь), П. Мокеев (князь Верейский), М. Тюремнов (исправник), В. Попов (заседатель), Н. Тимченко (Дефорж, француз), Р. Красноюрченко (Шабашкин, приказный), А. Васильева (Егоровна, няня), Е. Корнеев (Архип), И. Зорин (Гришка), Л. Болдин (Антон), Р. Орешкина (Таня, горничная Маши). Хор и оркестр МАМТ. Дирижёр — Пётр Славинский. Запись 1960 года.

## Экранизация
В 1961 году в СССР вышел телевизионный  фильм-опера «Дубровский» по опере Э. Ф. Направника.